# 24 février 1948
Le mardi 24 février 1948 est le 55e jour de l'année 1948.

## Naissances
- Bahiyyih Nakhjavani, écrivaine iranienne
- François Lacombe, hockeyeur sur glace canadien
- Geneviève Levy, femme politique française
- Gilles Lemay, évêque catholique canadien
- Jayalalitha Jayaram (morte le 5 décembre 2016), personnalité politique indienne
- Luis Galván, footballeur argentin
- Nadine Decobert (morte le 24 mars 2008), enseignante, écrivaine, poète canadienne
- Oliver Cheatham (mort le 29 novembre 2013), chanteur de dance music
- Tim Staffell, musicien de rock britannique
- Walter Smith, footballeur et entraîneur écossais

## Décès
- Ernest Van der Hallen (né le 2 juin 1898), politicien belge
- Franz Stock (né le 21 septembre 1904), prêtre catholique allemand
- Gustave Gautherot (né le 29 mars 1880), journaliste français
- Zion Myers (né le 26 juin 1898), acteur américain